# 데메트 외즈데미르
데메트 외즈데미르(튀르키예어: Demet Özdemir, 1992년 2월 26일 ~ )는 튀르키예의 배우, 안무가이다.

## 출연 작품

### 영화
- 사랑의 전술 2 (2023년) - 아슬르 역